# Hanni Ossott
Hanni Ossot (Caracas, 14 febbraio 1946 – Caracas, 31 dicembre 2002) è stata una scrittrice, critica letteraria e traduttrice venezuelana.
Studiò all'Università Centrale del Venezuela, dove fu anche insegnante.

## Premi
- Premio Ramos Sucre
- Premio Lazo Martí

## Opera
- Espacios para decir lo mismo (1974)
- Hasta que llegue el día y huyan las sombras (1983)
- El reino donde la noche se abre (1986)
- Plegarias y penumbras (1986)
- Cielo, tu arco grande (1989)
- Casa de agua y de sombras (1992)
- El circo roto (1993).